# Jeannette Virginia Lincoln
Jeannette Virginia Lincoln (Ames, Iowa, 7 de setembre de 1915 - Boulder, Colorado, 1 d'agost de 2003) va ser una física estatunidenca.
Va treballar en la propagació d'ones de ràdio i va participar en el desenvolupament de un mètode de predicció de l'activitat solar i les taques solars, que continua sent utilitzat avui en dia.

## Vida personal
Era filla de Rush B. Lincolm (1881-1977), General de Divisió de les Forces Aèries dels Estats Units, i de Jeannette Bartholomew-Lincoln (1882-1986), professora de química a la Universitat Estatal d'Iowa. Va tenir un germà, Rush B. Lincoln Jr. (1910-2002).
El seu pare era descendent directe d'un germà del president Abraham Lincoln, i el seu avi va lluitar a la Guerra Civil dels Estats Units com a capità de l'exèrcit dels Estats Confederats d'Amèrica. Tot això, i viure a diverses bases militars —va viure amb els seus pares fins que ells van morir—, va fer que Lincoln desenvolupés un fort caràcter assertiu i una gran capacitat per resoldre problemes.
Després que traslladessin el seu pare a Boston, va començar els estudis al prestigiós col·legi Dana Hall a Wellesley, Massachusetts. Posteriorment es va graduar en Física al Wellesley College, i va assolir un màster en Física aplicada a la Universitat Estatal d'Iowa, en 1938.
A partir del 1936, i mentre completava els seus estudis, va ser instructora d'electrodomèstics a la universitat d'Iowa, ensenyant a la gent com fer servir aquells nous aparells que entraven a les seves llars.
Després de jubilar-se al 1980, es va dedicar als seus passatemps favorits: el golf i viatjar per tot el mon. Lincoln va morir a Boulder, per causes naturals. Les seves memòries, My Busy Life: How I Never Stopped Enjoying It (La meva ocupada vida: com mai vaig deixar de fruir-la), són dipositades a la Biblioteca Carnegie d'Història Local de Boulder.

## Carrera professional
Sembla que Lincoln va començar a interessar-se per la física després d'escollir un curs d'aquesta assignatura, en lloc d'un d'història, durant els seus estudis a Dana Hall.
Durant la Segona Guerra Mundial, hi havia una gran demanda de físics i, per recomanació d'un professor de Wellesley, Lincoln va fer un curs de propagació d'ones de ràdio a Harvard. El setembre de 1943 es va incorporar al Laboratori Central de Ràdio Propagació (CRPL, de l'anglès Central Radio Propagation Laboratory), que pertanyia a l'Institut Nacional d'Estàndards i Tecnologia (NIST, de l'anglès National Institute of Standards and Technology).
En 1949 va participar en la creació del mètode McNish-Lincoln de predicció de l'activitat solar, mitjançant l'anàlisi estadística de cicles de comportament.
En 1954 es va traslladar a Boulder (Colorado), junt amb la CRPL. Allà va continuar treballant en el pronòstic de tempestes geomagnètiques i en l'elaboració de mapes de contorn de predicció mensual de la ionosfera.
L'any 1958 va ser l'única dona (entre més de cinquanta científics) a la delegació oficial estatunidenca que va anar a Moscou a la reunió de l'Any Geofísic Internacional. Allà se'n va adonar, i ho va comentar en tornar a casa, la gran diferència amb la delegació soviètica, en la qual hi havia molta més participació femenina.
En 1959 va ser nomenada Cap Adjunta dels Serveis d'Alerta per Ràdio del Laboratori Central de Propagació de Ràdio, sent la primera dona que manava una secció d'una oficina federal.
Després de 1966 va deixar la previsió per dedicar-se a la recopilació i anàlisi de dades, com a directora del Centre Mundial de Dades de Física Solar Terrestre, i cap de la Divisió de Física Solar Terrestre del Centre Nacional de Dades Geofísiques i Solars Terrestres de l'Administració Nacional dels Oceans i de l'Atmosfera (NOAA, de l'anglès National Oceanic and Atmospheric Administration).
Entre 1962 i 1979 fou relatora en anglès del Grup d'Estudi 6 del Comité Consultiu Internacional de Radiocomunicacions sobre propagació ionosfèrica, i relatora d'índex geomagnètics per a l'Associació Internacional de Geomagnetisme i Aeronomia de 1963 a 1966. L'any 1973 rebé la Medalla d'Or per Serveis Distingits del Departament de Comerç dels Estats Units.
L'any 2000 va ingressar al Saló de la Fama de Dones de Colorado.